# Хоган, Дэвид (историк)
Дэвид Лесли Хогган (23 марта 1923 — 7 августа 1988) — американский историк, писатель, автор книги «The Forced War: When Peaceful Revision Failed» и других работ на немецком и английском языке.

## Биография
Хогган родился в Портленде, штат Орегон и получил образование в колледже Рид и Гарвардском университете. В Гарварде в 1948 году. Хогган получил докторскую степень за диссертацию об отношениях между Германией и Польшей в период 1938-1939 годов.

## "Миф «Новой истории»"
В его книге «Миф „Новой истории“: Техника и тактика мифологии новой американской истории» (англ. The Myth of the 'New History': The Techniques and Tactics of the New Mythologists of American History, 1965 г.) Хогган критиковал все так называемые «мифологии» историков, которые оправдывали втягивания Америки в ненужную войну с Германией дважды в двадцатом веке.

## Последние годы
Последние годы жизни Давид Хогган жил с женой в Менло-Парк (Калифорния). Он умер от сердечного приступа 7 августа 1988 года. Последняя книга Хоггана, опубликована посмертно в 1990 году, «Meine Anmerkungen zu Deutschland: Der Anglo-amerikanische Kreuzzugsgedanke im 20. Jahrhundert» в которой он пытается подробно доказывать невиновность Германии и невероятные страдания в обеих мировых войнах за антинемецкий англо-американский «менталитет крестоносца», в силу зависти немецкому экономическому чуду.

## Работы
- Review of "Oesterreich Zwischen Russland und Serbien: Zur Suedslawischen Frage und der Entstehung des Ersten Weltkrieges" by Hans Uebersberger page page 87 from "The Journal of Modern History", Volume 32, Issue # 1, March 1960.  (англ.)
- "Der erzwungene Krieg", Тюбинген: Grabert Verlag  (нем.), 1961, translated into English as "The Forced War : When Peaceful Revision Failed", Costa Mesa, California : Institute for Historical Review, 1989, ISBN 0939484285.
- "Frankreichs Widerstand gegen den Zweiten Weltkrieg" Тюбинген: Verlag der Deutschen Hochschullehrer-Zeitung, 1963.  (нем.)
- "The Myth of the Six Million" Los Angeles, California : The Noontide Press, 1969, ISBN 0906879892.  (англ.)
- "Der unnötige Krieg", Тюбинген: Grabert Verlag 1976.  (нем.)
- "Das blinde Jahrhundert - Amerika—das messianische Unheil", Тюбинген: Grabert Verlag, 1979.  (нем.)
- "Das blinde Jahrhundert - Europa—Die verlorene Weltmitte", , Тюбинген: Grabert Verlag, 1984.  (нем.)
- "The Myth of New History Techniques and Tactics of Mythologists", Costa Mesa, California : Institute for Historical Review, 1985, ISBN 0317385119.  (англ.)
- "Meine Anmerkungen zu Deutschland: Der Anglo-amerikanische Kreuzzugsgedanke im 20. Jahrhundert", Тюбинген: Grabert Verlag, 1990.  (нем.)